# 第19回サンディエゴ映画批評家協会賞
 19th SDFCS Awards 

2014年12月15日

作品賞: 

ナイトクローラー
第19回サンディエゴ映画批評家協会賞は2014年の映画を対象としており、2014年12月11日にノミネーションが発表され、同年12月11日に受賞者が発表された。

## 受賞一覧
※受賞は太字。

### 作品賞
- 『ナイトクローラー』
  - 『6才のボクが、大人になるまで。』
  - 『グランド・ブダペスト・ホテル』
  - 『バードマン あるいは（無知がもたらす予期せぬ奇跡）』
  - 『博士と彼女のセオリー』
  - 『グローリー/明日への行進』

### 監督賞
- ダン・ギルロイ - 『ナイトクローラー』
  - リチャード・リンクレイター - 『6才のボクが、大人になるまで。』
  - デヴィッド・フィンチャー - 『ゴーン・ガール』
  - ウェス・アンダーソン - 『グランド・ブダペスト・ホテル』
  - アレハンドロ・ゴンサレス・イニャリトゥ - 『バードマン あるいは（無知がもたらす予期せぬ奇跡）』

### 主演男優賞
- ジェイク・ジレンホール - 『ナイトクローラー』
  - レイフ・ファインズ - 『グランド・ブダペスト・ホテル』
  - トム・ハーディ - 『オン・ザ・ハイウェイ その夜、86分』
  - マイケル・キートン - 『バードマン あるいは（無知がもたらす予期せぬ奇跡）』
  - ブレンダン・グリーソン - 『ある神父の希望と絶望の7日間』
  - エディ・レッドメイン - 『博士と彼女のセオリー』

### 主演女優賞
- マリオン・コティヤール - 『サンドラの週末』
  - ロザムンド・パイク - 『ゴーン・ガール』
  - フェリシティ・ジョーンズ - 『博士と彼女のセオリー』
  - ジュリアン・ムーア - 『アリスのままで』
  - ミア・ワシコウスカ - 『奇跡の2000マイル』

### 助演男優賞
- マーク・ラファロ - 『フォックスキャッチャー』
  - J・K・シモンズ - 『セッション』
  - イーサン・ホーク - 『6才のボクが、大人になるまで。』
  - リズ・アーメド - 『ナイトクローラー』
  - エドワード・ノートン - 『バードマン あるいは（無知がもたらす予期せぬ奇跡）』

### 助演女優賞
- レネ・ルッソ - 『ナイトクローラー』
  - エマ・ストーン - 『バードマン あるいは（無知がもたらす予期せぬ奇跡）』
  - パトリシア・アークエット - 『6才のボクが、大人になるまで。』
  - キャリー・クーン - 『ゴーン・ガール』
  - キーラ・ナイトレイ - 『イミテーション・ゲーム/エニグマと天才数学者の秘密』

### アンサンブル演技賞
- 『バードマン あるいは（無知がもたらす予期せぬ奇跡）』
  - 『6才のボクが、大人になるまで。』
  - 『グランド・ブダペスト・ホテル』
  - 『イミテーション・ゲーム/エニグマと天才数学者の秘密』
  - 『グローリー/明日への行進』

### 脚本賞
- ダン・ギルロイ - 『ナイトクローラー』
  - スティーヴン・ナイト - 『オン・ザ・ハイウェイ その夜、86分』
  - アレハンドロ・ゴンサレス・イニャリトゥ、ニコラス・ジャコボーン、アーマンド・ボー、アレクサンダー・ディネラリス・Jr - 『バードマン あるいは（無知がもたらす予期せぬ奇跡）』
  - リチャード・リンクレイター - 『6才のボクが、大人になるまで。』
  - ウェス・アンダーソン、ヒューゴ・ギネス - 『グランド・ブダペスト・ホテル』

### 脚色賞
- ギリアン・フリン - 『ゴーン・ガール』
  - コーエン兄弟、ウィリアム・ニコルソン、リチャード・ラグラヴェネーズ - 『不屈の男 アンブロークン』
  - アンソニー・マッカーテン - 『博士と彼女のセオリー』
  - スコット・ノイスタッター、マイケル・Ｈ・ウェバー - 『きっと、星のせいじゃない。』
  - ニック・ホーンビー - 『わたしに会うまでの1600キロ』

### 撮影賞
- ロバート・エルスウィット - 『ナイトクローラー』
  - フレドリック・ウェンゼル - 『フレンチアルプスで起きたこと』
  - ジェフ・クローネンウェス ― 『ゴーン・ガール』
  - ロジャー・ディーキンス - 『不屈の男 アンブロークン』
  - ホイテ・ヴァン・ホイテマ - 『インターステラー』

### 編集賞
- 『オール・ユー・ニード・イズ・キル』
  - 『バードマン あるいは（無知がもたらす予期せぬ奇跡）』
  - 『6才のボクが、大人になるまで。』
  - 『グランド・ブダペスト・ホテル』
  - 『ゴーン・ガール』

### 作曲賞
- ジェームズ・ニュートン・ハワード - 『ナイトクローラー』
  - アントニオ・サンチェズ - 『バードマン あるいは（無知がもたらす予期せぬ奇跡）』
  - トレント・レズナー、アッティカス・ロス - 『ゴーン・ガール』
  - アレクサンドル・デスプラ - 『グランド・ブダペスト・ホテル』
  - アレクサンドル・デスプラ - 『イミテーション・ゲーム/エニグマと天才数学者の秘密』

### 外国語映画賞
- 『フレンチアルプスで起きたこと』  スウェーデン
  - 『エリ』  メキシコ
  - 『イーダ』  ポーランド
  - 『サンドラの週末』  ベルギー
  - 『毛皮のヴィーナス』 フランス

### アニメ映画賞
- 『ボックストロール』
  - 『ヒックとドラゴン2』
  - 『LEGO ムービー』
  - 『ベイマックス』
  - 『ナッツジョブ 〜サーリー & バディのピーナッツ大作戦!〜』

### ドキュメンタリー映画賞
- 『シチズンフォー スノーデンの暴露』
  - 『Life Itself』
  - 『Elaine Stritch: Shoot Me』
  - 『アルツハイマーと僕 〜グレン・キャンベル 音楽の奇跡〜』
  - 『サイゴン陥落 緊迫の脱出』

### 美術賞
- 『グランド・ブダペスト・ホテル』
  - 『インターステラー』
  - 『イミテーション・ゲーム/エニグマと天才数学者の秘密』
  - 『イントゥ・ザ・ウッズ』
  - 『博士と彼女のセオリー』

### Body of Work
- ウィレム・デフォー - 『グランド・ブダペスト・ホテル』、『きっと、星のせいじゃない。』、『誰よりも狙われた男』、『ニンフォマニアック Vol.2』、『ジョン・ウィック』